# Militärische Funkstation Henrichemont
Die militärische Funkstation Henrichemont ist eine Funkstation der französischen Armee in der Stadt Henrichemont, im Département Cher in Frankreich. Sie wird für die militärische Kommunikation mit Richtfunk genutzt.
Die Station ist der etwa 37 km entfernten Base aérienne 702 Avord unterstellt. Sie ist eine der vier Richtfunkstationen entlang der französischen Nord-Süd-Achse, die in ständiger Kommunikation zueinander stehen. Die anderen drei sind die militärische Funkstation Pierre-sur-Haute, die militärische Funkstation Lacaune und der Militärflugplatz Brétigny-sur-Orge. Die Station wird vor allem für Funkverkehr auf teilstreitkräfte-übergreifender Ebene verwendet.
Die Station war Teil der Commandement Air des Systèmes de Surveillance d’Information et de Communications (CASSIC) seit deren Inbetriebnahme am 1. Januar 1994. Ab dem 1. Januar 2006 wurde die Station der Direction interarmées des réseaux d’infrastructure et des systèmes d’information (DIRISI) unterstellt.
Etwa 20 Mitarbeiter sind vor Ort. Die Station wird von einem Major geleitet. Dieser Dienstgrad in der französischen Armee entspricht dem eines deutschen Oberstabsfeldwebels (NATO-Rangcode OR-9).
Das Gelände wurde im Jahr 1981 erworben und liegt 382 m über dem Meeresspiegel. Sichtbarster Teil der Infrastruktur sind die beiden 35 m hohen, 1987 erbauten Türme. Weitere Teile der Anlage befinden sich unter der Erde.